# エヴァン・マクマリン
デイヴィッド・エヴァン・マクマリン（David Evan McMullin、1976年4月2日 - ）は、アメリカ合衆国の政治家。

## 概要
元CIA職員であり、2001年から2011年まで中東や北アフリカで諜報活動をしていた。
政治活動としては2013年から共和党の下院議員団で政策担当として務めていたが、2016年に辞職している。

### 2016年アメリカ合衆国大統領選挙
2016年8月8日に2016年アメリカ合衆国大統領選挙に無所属で立候補することを表明する。
共和党員であり、政策担当として務めるまでしていたが、共和党の大統領候補にドナルド・トランプが指名されたことに反発し、「反トランプ派」として無所属での立候補に至った。

### 2022合衆国上院議員選挙
2022年、マクマリン氏はユタ州民主党の支持を得て、ユタ州上院選挙に無所属で出馬することを表明した。 11月8日の本選挙では現職の共和党員マイク・リー氏に11％の差で敗れた。